# Фідель Мартінес
Фідель Мартінес (ісп. Fidel Martínez, нар. 15 лютого 1990) — еквадорський футболіст, нападник мексиканської «Тіхуани» та національної збірної Еквадору.

## Клубна кар'єра
Народився 15 лютого 1990 року. Вихованець юнацьких команд футбольних клубів «Депортіво Карибе», «Індепендьєнте Хосе Теран» та бразильського «Крузейру».
У дорослому футболі дебютував 2010 року виступами за команду клубу «Депортіво Кіто», в якій провів два сезони, взявши участь у 50 матчах чемпіонату.  Більшість часу, проведеного у складі «Депортіво Кіто», був основним гравцем атакувальної ланки команди.
До складу мексиканського клубу «Тіхуана» приєднався 2012 року. Відтоді встиг відіграти за команду з Тіхуани 56 матчів в національному чемпіонаті.

## Виступи за збірні
2009 року залучався до складу молодіжної збірної Еквадору. На молодіжному рівні зіграв у 2 офіційних матчах.
До того, 17 грудня 2008 року дебютував в офіційних матчах у складі національної збірної Еквадору. Наразі провів у формі головної команди країни 8 матчів, забивши 2 голи.

## Титули і досягнення
- Чемпіон Еквадору (1):

«Сосьєдад Депортіво Кіто»: 2011
- Чемпіон Мексики (1):

«Тіхуана»: 2012–13А
- Володар Суперкубка Уругваю (1):

«Пеньяроль»: 2018
«Тіхуана»: 2012–13А
- Володар Кубка Еквадору (1):

«Ель Насьйональ»: 2024
Збірні
- Переможець Панамериканських ігор: 2007
- Найкращий бомбардир Кубка Лібертадорес: 2020